# Centre d'organisation scientifique de l'entreprise
 (septembre 2011).
Si vous disposez d'ouvrages ou d'articles de référence ou si vous connaissez des sites web de qualité traitant du thème abordé ici, merci de compléter l'article en donnant les références utiles à sa vérifiabilité et en les liant à la section « Notes et références ».
Le Centre d’organisation scientifique de l’entreprise (COSE) est un organisme québécois de formation et de conseil en gestion. 

## Historique

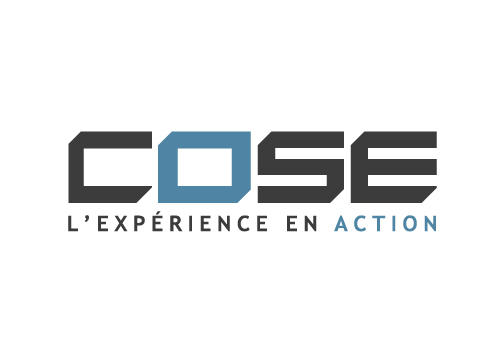
Loge de l'organisation

Au début des années 1960, le Conseil national de productivité (aujourd’hui le Conseil économique du Canada) réalisait plusieurs études sur l’évolution de la productivité au Canada. Au Québec, le vif intérêt soulevé par les informations diffusées incita des représentants du Ministère de l’Industrie et du Commerce, ainsi que des milieux universitaire, industriel et syndical, à unir leurs efforts à ceux du Conseil national de productivité, dans le but de créer un organisme chargé de poursuivre le travail. C’est ainsi que fut créé Le Centre d’Organisation Scientifique de l’Entreprise (COSE).
Le 17 octobre 1962, Maurice Joubert, Directeur général du Conseil d’orientation économique du Québec, Louis Dubois, Chef de la division des Services techniques au Ministère de l’Industrie et du Commerce du Québec et Marcel Pepin, Secrétaire général de la Confédération des syndicats nationaux (CSN), obtinrent l’incorporation de COSE. C’était un organisme privé, sans but lucratif, qui avait pour mission « de contribuer de façon rationnelle à l’accroissement de la productivité des entreprises, en tenant compte de l’élément humain au travail ».
Trois types d’actions devaient caractériser sa contribution à l’accroissement de la productivité des entreprises :
- Faire et favoriser les recherches…
- Renseigner au moyen de cours, séminaires… les administrateurs et le personnel administratif et ouvrier sur les méthodes en cours dans le monde susceptibles d’améliorer la productivité de l’industrie.
- Organiser et maintenir un centre d’information technique.

En 1962, il n’existait pas, au Québec, de formation en français sur l’étude du travail et l’organisation de la production. Le besoin était comblé par des organisations américaines ou anglophones.[réf. nécessaire] Par contre, à Paris, le Bureau des temps élémentaires (BTE) offrait des stages de formation. Les sept premiers conseillers de COSE furent invités à suivre un stage au BTE. Il est à noter que ce n’est qu’en 1966 que fut créé, à l’École polytechnique de Montréal, la première Faculté de génie industriel.
Dès les premières années, les conseillers COSE ont diffusé des sessions aux membres de la direction. Très rapidement, ils ont identifié des besoins de formation au niveau des cadres intermédiaires et des gestionnaires de premier niveau. En ce qui concerne le personnel administratif et ouvrier, entre 1964 et 1974, ils ont entraîné la majorité des conseillers syndicaux de la CSN et de la CSD.
Puis, au début des années 1970, COSE a développé des sessions de formation adaptées au contexte québécois en Management, Ressources humaines, Production, Gestion du matériel et Santé-sécurité au travail, ainsi qu’un programme de formation professionnelle pour les gestionnaires de premier niveau.
Depuis sa création, COSE recevait une contribution gouvernementale en fonction des services utilisés par la PME. En 1976, cette contribution représentait plus de 45 % du budget. Cependant, elle fut retirée par le Conseil du Trésor.[réf. nécessaire] C’est alors que les conseillers COSE étant des praticiens, c’est-à-dire des personnes qui possédaient une expérience en gestion et qui, de plus, avaient un vif intérêt pour l’accroissement de la Productivité et la Formation, décidèrent de mettre en œuvre un plan de transfert de COSE vers une entreprise à but lucratif. Ce plan a fait en sorte que la majorité des employés d’alors sont devenus des actionnaires.

## Activités
Aujourd’hui, COSE est un bureau privé de conseillers en gestion, dont la mission est d’aider la Direction et leur personnel dans l’atteinte de résultats reliés à la performance de l’organisation.
Via la formation sur mesure, COSE contribue à développer des habiletés et à modifier des comportements permettant d’obtenir un retour sur les investissements. COSE dispose de plusieurs sessions de formation adaptables aux besoins particuliers de la clientèle en Management, ressources humaines et Service à la clientèle, ainsi que des Programmes flexibles d’Engagement du Personnel et de Développement de Gestionnaires Leader.
En juin 2009, Cose a lancé le premier blogue québécois entièrement consacré à la formation en milieu de travail et au développement de l’organisation. Dès le quatrième billet, le blogue avait attiré l'attention de la firme Formaeva en France. Sur son propre blogue, cette firme reprenait l'essentiel du billet de Cose et le citait abondamment.

## Membres du CA
Les membres du conseil d’administration de 1962 à 1976, ont permis de  bâtir les fondements de COSE d’aujourd’hui. Ce sont :
- Alcan : Hugues Leydet, Jean Champagne, Raymond Lanctôt et Jean-Jacques Gagnon
- Banque de Nouvelle-Écosse: André Bisson
- Biscuits Stuart: Charles Lebrun
- Conseil du patronat du Québec: Ghislain Dufour, Michel Vastel
- CSN: Marcel Pepin et Réjean Parent
- FTQ: Louis Laberge, Jean-Guy Frenette, Fernand Daoust et Clément Godbout
- MTMO: Claude Mérineau